# Список наймасивніших чорних дір

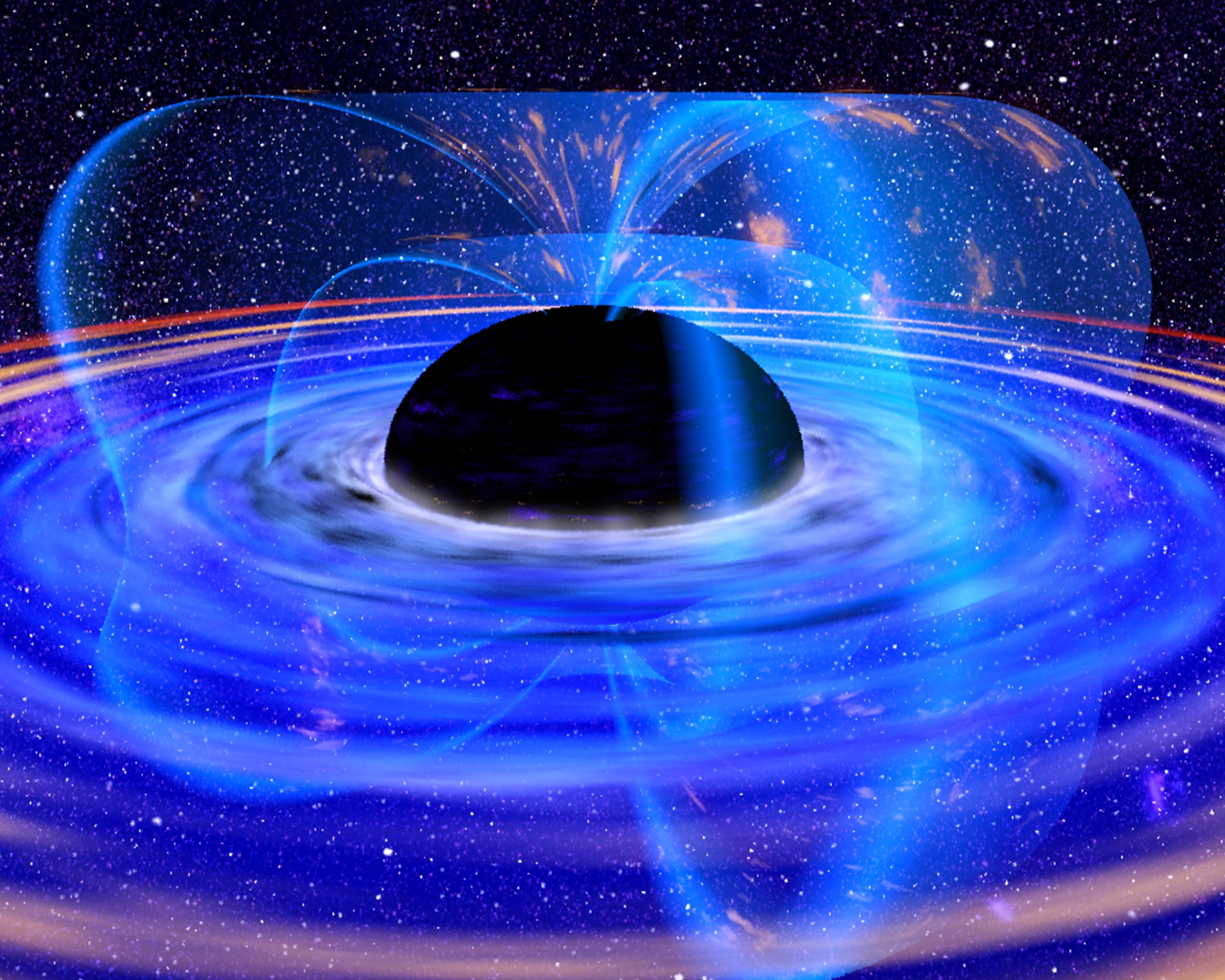
Художнє зображення надмасивної чорної діри, що поглинає речовину з акреційного диска

Список наймасивніших чорних дір, виявлених на цей час (і ймовірних кандидатів), впорядкований за масою і вказує маси, виміряні в одиницях сонячної маси (M☉), приблизно 2×1030 кілограмів.

## Вступ

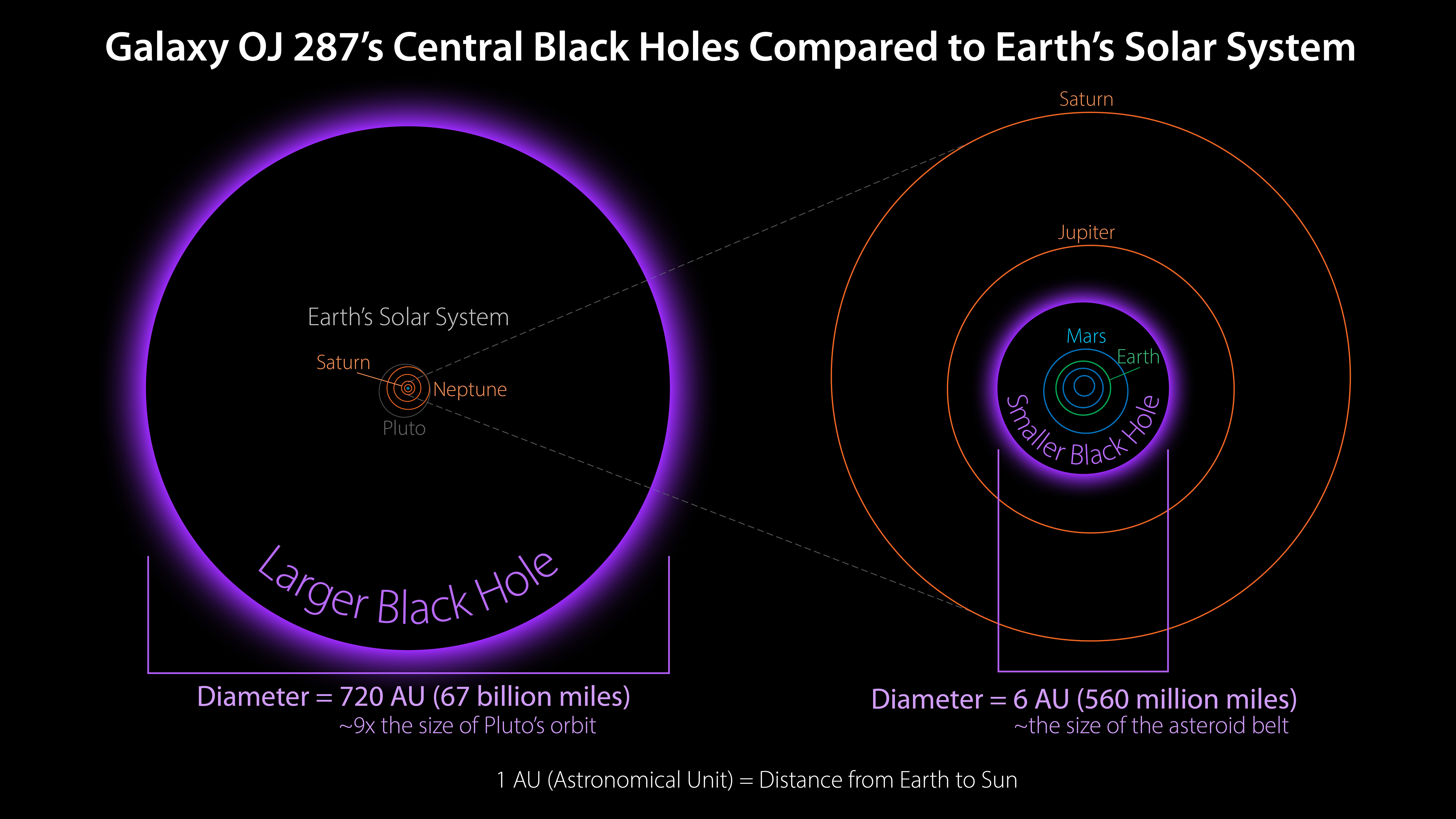
Порівняння Сонячної системи з великою і малою чорними дірами у галактиці OJ 287.

Надмасивна чорна діра (НМЧД) — це чорна діра розміром від сотень тисяч до мільярдів сонячних мас. Припускається, що такі чорні діри існують в центрах майже всіх масивних галактик. У деяких галактиках існують подвійні системи надмасивних чорних дір, як от у галактиці OJ 287. Однозначні динамічні докази наявності НМЧД існують лише в кількох галактиках, включаючи Чумацький Шлях, галактики Місцевої групи M31 і M32, а також кілька галактик за межами Місцевої групи, наприклад NGC 4395. У цих галактиках середньоквадратична швидкість зір або газу зростає як ~1/r поблизу центру, що вказує на наявність в центрі точкової маси. Але у більшості спостережуваних галактик середньоквадратичні швидкості пологі або навіть падають у напрямку до центру, тому для них неможливо з упевненістю стверджувати наявність надмасивної чорної діри. Тим не менш, загальновизнано, що центр майже кожної галактики містить надмасивну чорну діру. Причиною цього припущення є співвідношення М–сигма, тісний (з низькою статистичною дисперсією) зв’язок між масою діри в приблизно 10 галактиках із надійним виявленням надмасивних чорних дір і дисперсією швидкості зір у балджах цих галактик. Хоч ця кореляція базується на невеликій кількості галактик, багато астрономів припускає наявність сильного зв’язку між утворенням чорної діри та самою галактикою.
Попри те, що НМЧД зараз існують майже в усіх масивних галактиках, більш масивні чорні діри зустрічаються рідко; на сьогодні їх виявлено лише кілька десятків. Визначати маси окремих НМЧД надзвичайно складно, тому вони досі залишаються областю активних досліджень. Поки що точні маси НМЧД визначалися лише для галактик в межах надскупчення Ланіакея та дляактивних ядер галактик.
Іншою проблемою для цього списку є метод, який використовується для визначення маси. Такі методи, як ревербераційне картування широкої лінії випромінювання, доплерівські вимірювання, дисперсія швидкості та співвідношення М–сигма, поки що не достатньо добре перевірені й відкалібровані. Маси, отримані даними методами, здебільшого суперечать одна одній.
Цей список містить надмасивні чорні діри з відомими масами, визначеними принаймні за порядком величини. Деякі об’єкти в цьому списку мають два посилання. Наприклад, 3C 273 має одне вимірювання Петерсона й ін. (2013) з використанням методу BLRM, а інше вимірювання Нельсона з використанням величини [OIII ]λ5007 та дисперсії швидкості (2000). Зауважте, що цей список дуже неповний, оскільки лише Слоанівський цифровий огляд неба (SDSS) виявив 200000 квазарів, які, ймовірно, можуть бути пов'язані з чорними дірами в мільярди M☉. Крім того, є кілька сотень робіт з вимірюваннями мас чорних дір, які ще не включені до цього списку. Попри це, показано більшість добре відомих чорних дір з масами понад 1 мільярд M☉. В список включено всі галактики Мессьє з точно відомими чорними дірами.
Нові відкриття свідчать про те, що багато чорних дір, які називаються «надзвичайно великими», можуть перевищувати 100 мільярдів або навіть 1 трильйон M☉.

## Список
Через дуже великі значення мас, числа вказуються в експоненційному записі (мантиса, помножена на ступінь десяти). Значення з невизначеністю записуються в круглих дужках, якщо це можливо. Різні об'єкти в цьому списку мають різні методи вимірювання та різні систематичні похибки отриманих значень маси. Методи вимірювання описані в примітках.
| Назва                                                                                      | Маса в M☉ (Sun = 1 × 100)     | Примітки |
| ------------------------------------------------------------------------------------------ | ----------------------------- | --- |
| SDSS J140821.67+025733.2                                                                   | 1.97×1011                     | Діаметр Шварцшильда становить 1,17 трильйонів кілометрів. Массу ще не підтвердили. |
| Фенікс A                                                                                   | 1×1011                        | Оцінено за допомогою калориметричної моделі адіабатичного росту ядра на основі моделі Серсіка з n=4. Це узгоджується з еволюційним моделюванням акреції газу та профілями щільності галактики. Маса не вимірювалася безпосередньо. |
| TON 618                                                                                    | 6.6×10                        | Оцінено на основі кореляції лінії Hβ у випромінюванні квазара. |
| 4C +74.13                                                                                  | 5.13+9.66 −3.35×10            | Спричинила колосальний спалах АЯГ після накопичення 600 мільйонів M☉ речовини. Розрахованона основі дослідження ядра центральної галактики Попередні непрямі припущення щодо ефективності акреції газу та реактивної потужності дають нижню межу в 1 мільярд M☉.                                                                      |
| Вищевказані маси більші, ніж передбачення моделей росту чорної діри, і тому є ненадійними. |                               | |
| (Теоретична межа)                                                                          | 5×10                          | Це максимальна маса чорної діри, яку передбачають моделі, принаймні для надмасивної чорної діри, що сяє через акрецію. Близько 1010 M☉ інтенсивне випромінювання і утворення зір в акреційному диску сповільнюють ріст чорної діри. За вік Всесвіту чорні діри не встигнуть вирости до мас, більших за цю межу. Наведено для довідки. |
| Гольмберг 15A                                                                              | (4.0±0.8)×10                  | Зазначену масу отримано за допомогою орбітальних осесиметричних моделей Шварцшильда. Попередні оцінки коливаються від ~310 мільярдів M☉ до 3 мільярдів M☉, усі вони ґрунтуються на емпіричних масштабних співвідношеннях і, таким чином, отримані шляхом екстраполяції, а не з кінематичних вимірювань.                               |
| IC 1101                                                                                    | (4–10)×10                     | Оцінено на основі властивостей головної галактики (Співвідношення Фабер — Джексона); масу безпосередньо не вимірювали. |
| S5 0014+81                                                                                 | 4×10                          | У статті 2010 року було припущено, що випромінювання колімується навколо осі струменя, що створює оптичну ілюзію дуже високої яскравості, і, отже, можливе завищення маси чорної діри. |
| SMSS J215728.21-360215.1                                                                   | (3.4±0.6)×10                  | Оцінено за допомогою спектроскопічних вимірювань у ближньому інфрачервоному діапазоні дублета лінії випромінювання MgII. |
| SDSS J102325.31+514251.0                                                                   | 3.31+0.67 −0.56×10            | Оцінено на основі кореляції ліній випромінювання MgII квазара. |
| H1821+643                                                                                  | 3×10                          | Значення, отримане як непряма оцінка з використанням моделі мінімальної світності Еддінгтона, необхідної для врахування комптонівського охолодження навколишнього скупчення. |
| NGC 6166                                                                                   | 2.84+0.27 −0.18×10            | Центральна галактика скупчення Abell 2199; відомий своїм релятивістським джетом довжиною в сто тисяч світлових років. |
| 2MASS J13260399+7023462                                                                    | (2.7±0.4)×10                  | Розраховано з використанням ширини напівмаксимумів лінії випромінювання CIV і монохроматичної світності на довжині хвилі 1350 Å. |
| APM 08279+5255                                                                             | 2.3×10 1.0+0.17 −0.13×10      | На основі ширини лінії CO орбітального молекулярного газута реверберації з використанням ліній випромінювання SiIV і CIV. |
| NGC 4889                                                                                   | (2.1±1.6)×10                  | Найкраща оцінка: діапазон від 6 до 37 мільярдів M☉. |
| SDSS J074521.78+734336.1                                                                   | (1.95±0.05)×10                | Оцінено на основі кореляції ліній випромінювання квазара MgII. |
| OJ 287                                                                                     | 1.8×10                        | Менша чорна діра розміром 100 мільйонів M☉ обертається навколо цієї за 12 років (див. супутник OJ 287 нижче). |
| NGC 1600                                                                                   | (1.7±0.15)×10                 | Безпрецедентно масивна по відношенню до місця свого розташування: еліптичної галактики в розрідженому середовищі. |
| SDSS J010013.02+280225.8                                                                   | 5.0×109 – 1.58×10             | |
| SDSS J08019.69+373047.3                                                                    | (1.51±0.31)×10                | Оцінено на основі кореляції ліній випромінювання квазара MgII. |
| SDSS J115954.33+201921.1                                                                   | (1.41±0.10)×10                | Оцінено на основі кореляції ліній випромінювання квазара MgII. |
| SDSS J075303.34+423130.8                                                                   | (1.38±0.03)×10                | Оцінено на основі кореляції ліній випромінювання квазара Hβ. |
| SDSS J080430.56+542041.1                                                                   | (1.35±0.22)×10                | Оцінено на основі кореляції ліній випромінювання квазара MgII. |
| Abell 1201 BCG                                                                             | (1.3±0.6)×10                  | Оцінено за сильним гравітаційним лінзуванням фонової галактики. Існує небезпека неоднозначності між визначенням маси чорної діри і профілем темної матерії скупчення галактик. |
| SDSS J081855.77+095848.0                                                                   | (1.20±0.06)×10                | Оцінено на основі кореляції ліній випромінювання квазара MgII. |
| NGC 1270                                                                                   | 1.2×10                        | Еліптична галактика, розташована в скупченні Персея. Також це АЯГ низької світності. |
| SDSS J082535.19+512706.3                                                                   | (1.12±0.20)×10                | Оцінено за емісійною лінією квазара Hβ |
| SDSS J013127.34-032100.1                                                                   | (1.1±0.2)×10                  | Оцінено на основі моделювання спектру акреційного диска. |
| PSO J334.2028+01.4075                                                                      | 1×10                          | Насправді є дві чорні діри, які обертаються одна навколо одної в тісній парі з періодом 542 дні. Вказано більшу з них. Маса меншої не визначена. |
| Центральна чорна діра галактики RX J1532.9+3021                                            | 1×10                          | |
| QSO B2126-158                                                                              | 1×10                          | |
| NGC 1281                                                                                   | 1×10                          | Компактна еліптична галактика в скупченні Персея. Оцінки маси коливаються від 10 мільярдів M☉ до <5 мільярдів M☉. |
| SDSS J015741.57-010629.6                                                                   | (9.8±1.4)×109                 | |
| NGC 3842                                                                                   | 9.7+3.0 −2.5×109              | Найяскравіша галактика в скупченні Лева |
| SDSS J230301.45-093930.7                                                                   | (9.12±0.88)×109               | Оцінено на основі кореляції ліній випромінювання квазара MgII. |
| SDSS J140821.67+025733.2                                                                   | 8×109                         | Оцінено на основі кореляції ліній випромінювання квазара MgII. |
| SDSS J075819.70+202300.9                                                                   | (7.8±3.9)×109                 | Оцінено на основі кореляції ліній випромінювання квазара Hβ. |
| CID-947                                                                                    | 6.9+0.8 −1.2×109              | Становить 10% загальної маси галактики. Оцінено на основі кореляції ліній випромінювання квазара Hβ. |
| SDSS J080956.02+502000.9                                                                   | (6.46±0.45)×109               | Оцінено на основі кореляції ліній випромінювання квазара Hβ. |
| SDSS J014214.75+002324.2                                                                   | (6.31±1.16)×109               | Оцінено на основі кореляції ліній випромінювання квазара MgII. |
| Мессьє 87                                                                                  | 7.22+0.34 −0.40×109 6.3×109   | Центральна галактика скупчення Діви; перша чорна діра, яку вдалось безпосередньо побачити в радіотелескоп. |
| NGC 5419                                                                                   | 7.2+2.7 −1.9×109              | Оцінено за розподілом швидкості зірок. Друга надмасивна чорна діра-супутник може обертатися на орбіті близько 70 парсек |
| SDSS J025905.63+001121.9                                                                   | (5.25±0.73)×109               | Оцінено на основі кореляції ліній випромінювання квазара Hβ. |
| SDSS J094202.04+042244.5                                                                   | (5.13±0.71)×109               | Оцінено на основі кореляції ліній випромінювання квазара Hβ. |
| QSO B0746+254                                                                              | 5×109                         | |
| QSO B2149-306                                                                              | 5×109                         | |
| SDSS J090033.50+421547.0                                                                   | (4.7±0.2)×109                 | Оцінено на основі кореляції ліній випромінювання квазара MgII. |
| Мессьє 60                                                                                  | (4.5±1.0)×109                 | |
| SDSS J011521.20+152453.3                                                                   | (4.1±2.4)×109                 | Оцінено на основі кореляції ліній випромінювання квазара Hβ. |
| QSO B0222+185                                                                              | 4×109                         | |
| Геркулес A (3C 348)                                                                        | 4×109                         | Відома своїм релятивістським джетом довжиною в мільйон світлових років. |
| Abell 1836-BCG                                                                             | 3.61+0.41 −0.50×109           | |
| SDSS J213023.61+122252.0                                                                   | (3.5±0.2)×109                 | Оцінено на основі кореляції ліній випромінювання квазара Hβ. |
| SDSS J173352.23+540030.4                                                                   | (3.4±0.4)×109                 | Оцінено на основі кореляції ліній випромінювання квазара MgII. |
| SDSS J025021.76-075749.9                                                                   | (3.1±0.6)×109                 | Оцінено на основі кореляції ліній випромінювання квазара MgII. |
| NGC 1271                                                                                   | 3.0+1.0 −1.1×109              | Компактна еліптична або лінзоподібна галактика в скупченні Персея |
| SDSS J030341.04-002321.9                                                                   | (3.0±0.4)×109                 | Оцінено на основі кореляції ліній випромінювання квазара MgII. |
| QSO B0836+710                                                                              | 3×109                         | |
| SDSS J224956.08+000218.0                                                                   | (2.63±1.21)×109               | Оцінено на основі кореляції ліній випромінювання квазара Hβ. |
| SDSS J030449.85-000813.4                                                                   | (2.4±0.50)×109                | Оцінено на основі кореляції ліній випромінювання квазара Hβ. |
| SDSS J234625.66-001600.4                                                                   | (2.24±0.15)×109               | Оцінено на основі кореляції ліній випромінювання квазара Hβ. |
| PKS 2128-123                                                                               | 2.02×109                      | |
| ULAS J1120+0641                                                                            | 2×109                         | |
| QSO 0537-286                                                                               | 2×109                         | |
| NGC 3115                                                                                   | 2×109                         | |
| Q0906+6930                                                                                 | 2×109                         | Найвіддаленіший блазар, на z = 5.47 |
| QSO B0805+614                                                                              | 1.5×109                       | |
| Мессьє 84                                                                                  | 1.5×109                       | |
| J100758.264+211529.207                                                                     | (1.5±0.2)×109                 | Другий за віддаленістю відомий квазар |
| PKS 2059+034                                                                               | 1.36×109                      | |
| Abell 3565-BCG                                                                             | 1.34+0.21 −0.19×109           | |
| NGC 7768                                                                                   | 1.3+0.5 −0.4×109              | |
| NGC 1277                                                                                   | 1.2×109                       | Колись вважалося, що чорна діра настільки масивна, що це суперечить теоріям утворенням і еволюції галактик, повторний аналіз даних переглянув їх у бік зменшення до приблизно третини початкової оцінки, а потім до однієї десятої |
| QSO B225155+2217                                                                           | 1×109                         | |
| QSO B1210+330                                                                              | 1×109                         | |
| Лебідь A                                                                                   | 1×109                         | Найяскравіше позасонячне радіоджерело в небі, яке видно на частотах понад 1 ГГц |
| Галактика Сомбреро                                                                         | 1×109                         | Болометрично найяскравіша галактика в локальному Всесвіті, а також найближча до Землі чорна діра з масою в мільярд сонячних мас. |
| Маркарян 501                                                                               | 9×108–3.4×109                 | Найяскравіший об’єкт на небі в гамма-променях дуже високої енергії |
| PG 1426+015                                                                                | (1.298±0.385)×109 467740000   | |
| 3C 273                                                                                     | (8.86±1.87)×108 550000        | Найяскравіший квазар на небі |
| ULAS J1342+0928                                                                            | 8×108                         | Найвіддаленіший квазар − поточний рекордсмен на z=7.54 |
| Мессьє 49                                                                                  | 5.6×108                       | |
| ESO 444-46                                                                                 | 5.01×108–7.76×10              | Найяскравіша галактика скупчення Abell 3558 у центрі надскупчення Шеплі; оцінюється за допомогою сфероїдального профілю світності головної галактики. |
| NGC 1399                                                                                   | 5×108                         | Центральна галактика скупчення Печі |
| PG 0804+761                                                                                | (6.93±0.83)×108 190550000     | |
| PG 1617+175                                                                                | (5.94±1.38)×108 275420000     | |
| PG 1700+518                                                                                | 7.81+1.82 −1.65×108 60260000  | |
| UGC 12591                                                                                  | (6.18±2.61)×108               | |
| NGC 4261                                                                                   | 4×108                         | Відомий своїм релятивістським джетом довжиною 88 000 світлових років |
| PG 1307+085                                                                                | (4.4±1.23)×108 281 840 000    | |
| SAGE0536AGN                                                                                | (3.5±0.8)×108                 | Становить 1,4% маси галактики |
| NGC 1275                                                                                   | 3.4×108                       | Центральна галактика скупчення Персея |
| 3C 390.3                                                                                   | (2.87±0.64)×108 338840000     | |
| II Zwicky 136                                                                              | (4.57±0.55)×108 144540000     | |
| PG 0052+251                                                                                | (3.69±0.76)×108 218780000     | |
| Мессьє 59                                                                                  | 2.7×108                       | This black hole has a retrograde rotation. |
| PG 1411+442                                                                                | (4.43±1.46)×108 79430000      | |
| Маркарян 876                                                                               | (2.79±1.29)×108 240000        | |
| Галактика Андромеди                                                                        | 2.3×108                       | Найближча до Чумацького Шляху велика галактика |
| PG 0953+414                                                                                | (2.76±0.59)×108 182000        | |
| PG 0026+129                                                                                | (3.93±0.96)×108 53700000      | |
| Fairall 9                                                                                  | (2.55±0.56)×108 79430000      | |
| NGC 7727                                                                                   | 1.54+0.18 −0.15×108           | Має супутник масою 6.3×106 і є найближчою до Землі підтвердженою подвійною чорною дірою на відстані приблизно 89 мільйонів світлових років |
| Маркарян 1095                                                                              | (1.5±0.19)×108 182000         | |
| Мессьє 105                                                                                 | 1.4×108–2×108                 | |
| Маркарян 509                                                                               | (1.43±0.12)×108 57550000      | |
| Супутник OJ 287                                                                            | 1×108                         | Менша чорна діра, що обертається навколо головної чорної діри у OJ 287 (див. вище) |
| RX J1242-11                                                                                | 1×108                         | За спостереженнями рентгенівської обсерваторії Чандра припливно руйнує зорю |
| Мессьє 85                                                                                  | 1×108                         | |
| NGC 5548                                                                                   | (6.71±0.26)×107 123000        | |
| PG 1211+143                                                                                | (1.46±0.44)×108 40740000      | |
| Мессьє 88                                                                                  | 8×107                         | |
| Мессьє 81 (Bode's Galaxy)                                                                  | 7×107                         | |
| Маркарян 771                                                                               | (7.32±3.52)×107 7.586×107     | |
| Мессьє 58                                                                                  | 7×107                         | |
| PG 0844+349                                                                                | (9.24±3.81)×107 2.138×107     | |
| Центавр A                                                                                  | 5.5×107                       | Також відомий своім релятивістським джетом довжиною в мільйон світлових років |
| Маркарян 79                                                                                | (5.24±1.44)×107 5.25×107      | |
| Мессьє 96                                                                                  | 48000                         | Нижні оцінки маси можуть досягати 1,5 мільйона сонячних мас |
| Маркарян 817                                                                               | (4.94±0.77)×107 4.365×107     | |
| NGC 3227                                                                                   | (4.22±2.14)×107 3.89×107      | |
| NGC 4151 primary                                                                           | 4×107                         | |
| 3C 120                                                                                     | 5.55+3.14 −2.25×107 2.29×107  | |
| Маркарян 279                                                                               | (3.49±0.92)×107 4.17×107      | |
| NGC 3516                                                                                   | (4.27±1.46)×107 2.3×107       | |
| NGC 863                                                                                    | (4.75±0.74)×107 1.77×107      | |
| Мессьє 82 (Cigar Galaxy)                                                                   | 3×107                         | Типова галактика зі спалахом зореутворення. |
| Мессьє 108                                                                                 | 2.4×107                       | |
| M60-UCD1                                                                                   | 2×107                         | Складає 15% маси галактики. |
| NGC 3783                                                                                   | (2.98±0.54)×107 9300000       | |
| Маркарян 110                                                                               | (2.51±0.61)×107 5620000       | |
| Маркарян 335                                                                               | (1.42±0.37)×107 6310000       | |
| NGC 4151 secondary                                                                         | 10000                         | |
| NGC 7469                                                                                   | (12.2±1.4)×106 460000         | |
| IC 4329 A                                                                                  | 9.90+17.88 −11.88×106 5010000 | |
| NGC 4593                                                                                   | 5.36+9.37 −6.95×106 8130000   | |
| Мессьє 61                                                                                  | 5×106                         | |
| Мессьє 32                                                                                  | 1.5×106–5×106                 | Карликова галактика-супутник Галактики Андромеди. |
| Стрілець A*                                                                                | 4.3×106                       | Чорна діра в центрі Чумацького Шляху. |